# تين بنجاميني
تين بنجاميني أو فيكس (الاسم العلمي:Ficus benjamina) هو نوع من النباتات يتبع جنس التين من الفصيلة التوتية.

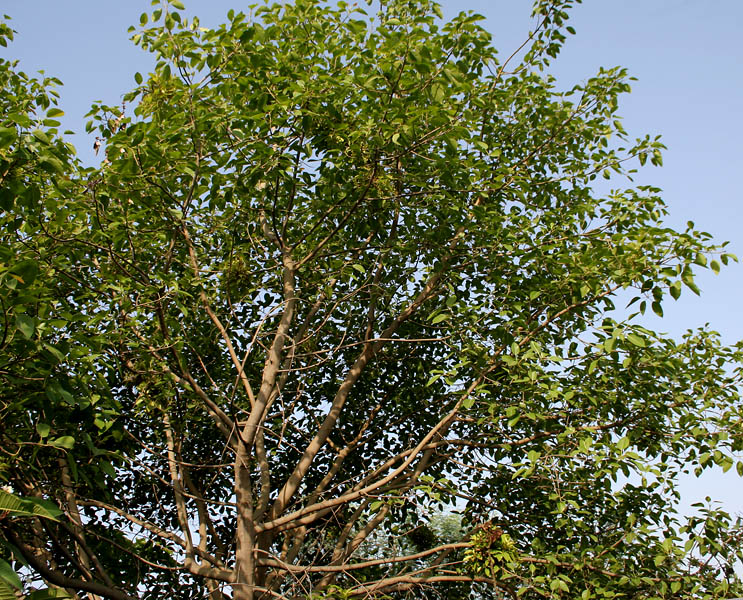
tree in حيدر آباد.
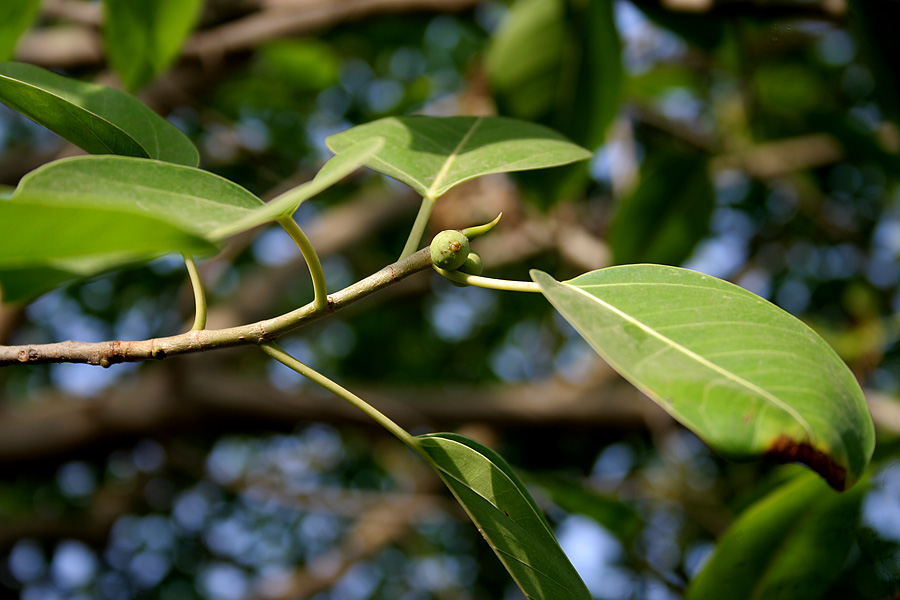
fig in حيدر آباد.
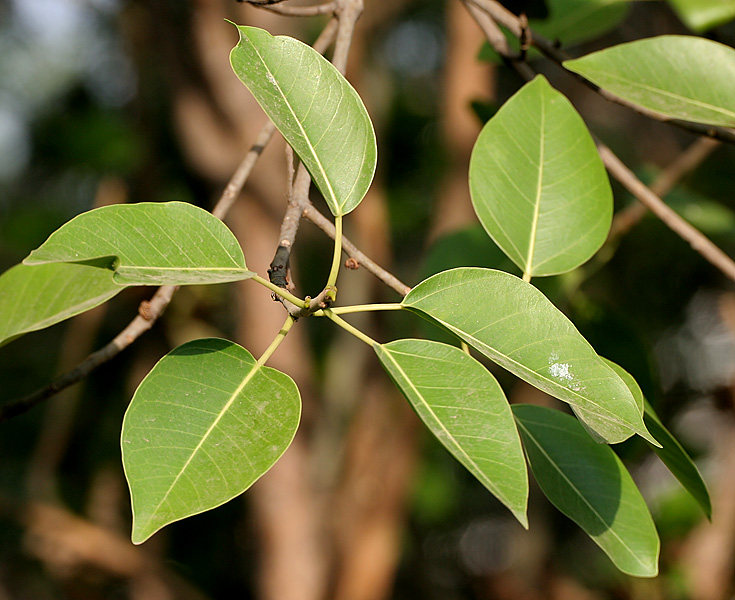
leaves in حيدر آباد.
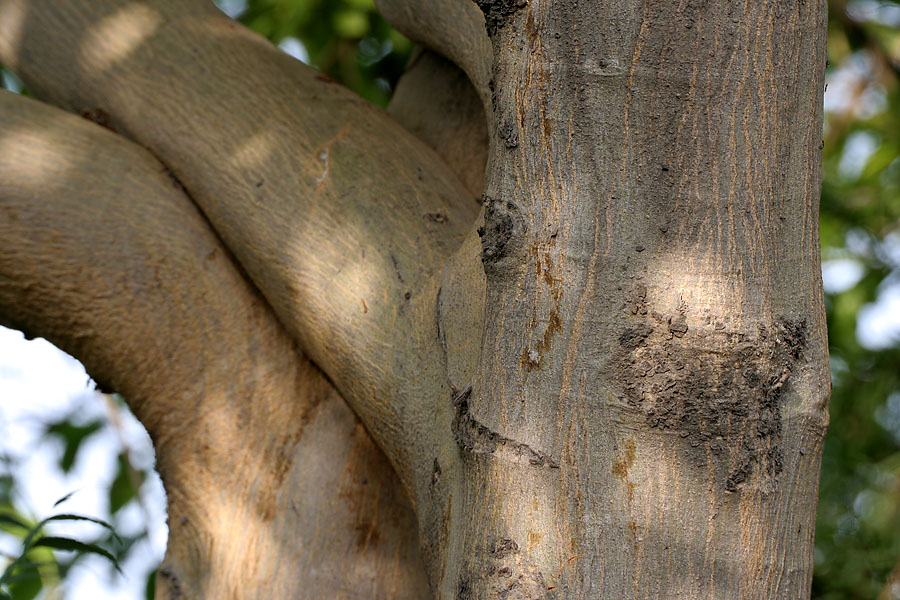
trunk in حيدر آباد.
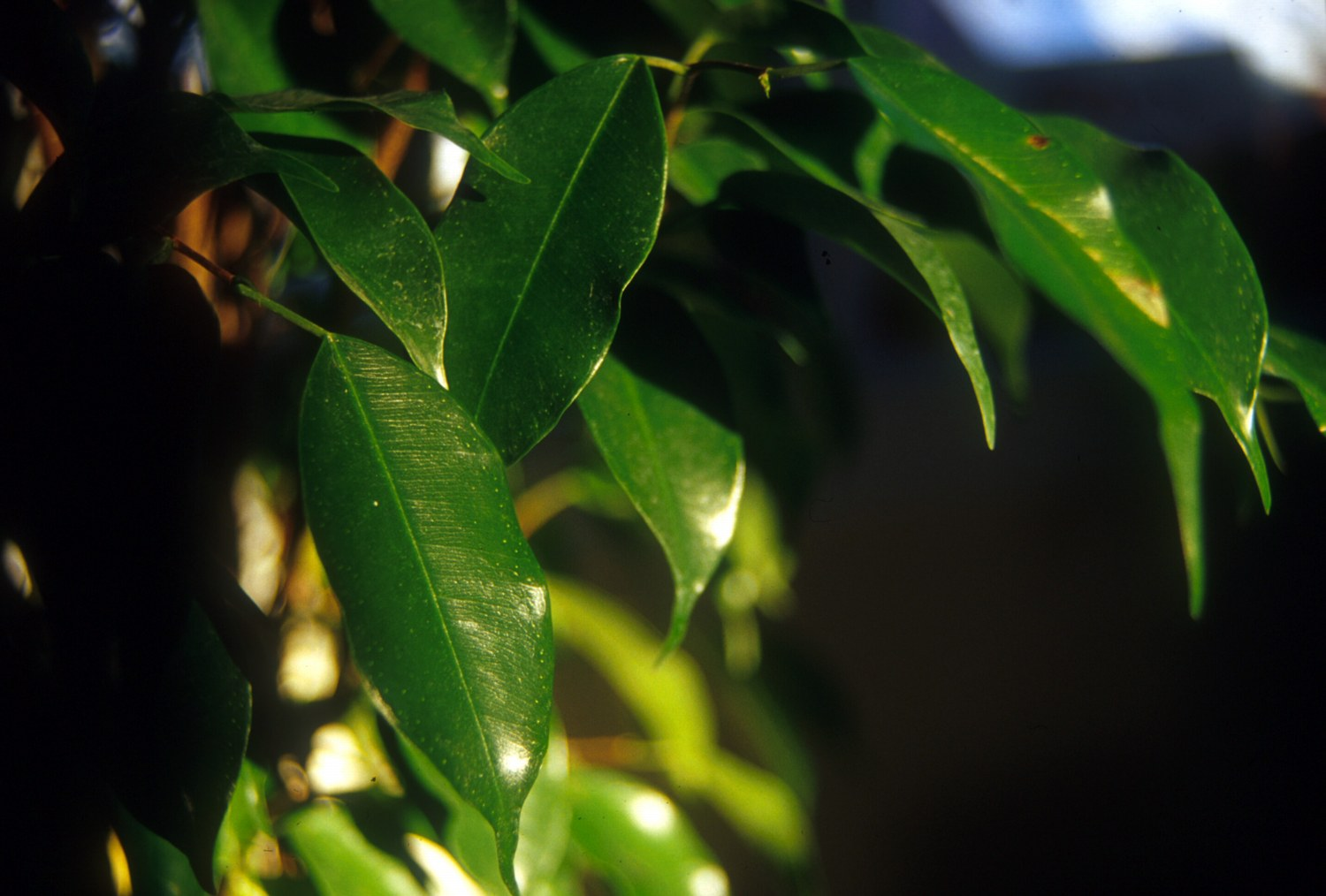
Leaves